# Campeonato Catarinense de Futebol de 1943
O Campeonato Catarinense de Futebol de 1943 teve a participação de 5 equipes. Neste ano o AVAÍ sagrou-se tricampeão estadual.

## Equipes Participantes
| Equipe       | Município     |
| ------------ | ------------- |
| América      | Joinville     |
| Avaí         | Florianópolis |
| Blumenauense | Blumenau      |
| Brusquense   | Brusque       |
| Pery         | Mafra         |

## Fase preliminar
| 05/12/1943 - Domingo | 05/12/1943 - Domingo | 05/12/1943 - Domingo | 05/12/1943 - Domingo | 05/12/1943 - Domingo | 05/12/1943 - Domingo |
| -------------------- | -------------------- | -------------------- | -------------------- | -------------------- | -------------------- |
| Brusquense           | 1                    | x                    | 2                    | Blumenauense         |                      |
| 12/12/1943 - Domingo |                      |                      |                      |                      |                      |
| Blumenauense         | 5                    | x                    | 3                    | Brusquense           |                      |

Em negrito: Campeão da Zona Itajaí-Blumenau-Brusque, classificado para decisão da Zona Sul.

## Semifinais
| Zona Norte           | Zona Norte           | Zona Norte           | Zona Norte           | Zona Norte           | Zona Norte           |
| 05/12/1943 - Domingo | 05/12/1943 - Domingo | 05/12/1943 - Domingo | 05/12/1943 - Domingo | 05/12/1943 - Domingo | 05/12/1943 - Domingo |
| -------------------- | -------------------- | -------------------- | -------------------- | -------------------- | -------------------- |
| Pery                 | 1                    | x                    | 2                    | América              |                      |
| 12/12/1943 - Domingo |                      |                      |                      |                      |                      |
| América              | 6                    | x                    | 3                    | Pery                 |                      |

| Zona Sul             | Zona Sul             | Zona Sul             | Zona Sul             | Zona Sul             | Zona Sul             |
| 19/12/1943 - Domingo | 19/12/1943 - Domingo | 19/12/1943 - Domingo | 19/12/1943 - Domingo | 19/12/1943 - Domingo | 19/12/1943 - Domingo |
| -------------------- | -------------------- | -------------------- | -------------------- | -------------------- | -------------------- |
| Blumenauense         | 2                    | x                    | 2                    | Avaí                 |                      |
| 09/01/1944 - Domingo |                      |                      |                      |                      |                      |
| Avaí                 | 5                    | x                    | 0                    | Blumenauense         |                      |

Em negrito: Classificados à final.

## Final
| 16/01/1944 - Domingo | 16/01/1944 - Domingo | 16/01/1944 - Domingo | 16/01/1944 - Domingo | 16/01/1944 - Domingo | 16/01/1944 - Domingo |
| -------------------- | -------------------- | -------------------- | -------------------- | -------------------- | -------------------- |
| América              | 3                    | x                    | 1                    | Avaí                 |                      |
| 23/01/1944 - Domingo |                      |                      |                      |                      |                      |
| Avaí                 | 14                   | x                    | 3                    | América*             |                      |

* 7-3 no tempo normal e 7-0 na prorrogação.

Em negrito: Campeão Catarinense de 1943.

## Classificação final
| 1 | Avaí Futebol Clube                |
| 2 | América Futebol Clube             |
| 3 | Sociedade Desportiva Blumenauense |
| 4 | Sport Club Brusquense             |
| 5 | Pery Ferroviário Esporte Clube    |

|  |                              |
|  | Campeão Catarinense de 1943. |

## Campeão
| Campeonato Catarinense de 1943 |
| ------------------------------ |
| Avaí 7º Título                 |